# Руденко Вікторія Вікторівна
Вікторія Вікторівна Руденко (нар. 19 квітня 1975, Запоріжжя, СРСР) — українська боксер-любитель, кікбоксер. Чемпіонка Європи, срібна і бронзова призерка чемпіонату світу (2006 та 2005 i 2008) у ваговій категорії до 52 кг, капітан української жіночої збірної на чемпіонаті світу. Тренер і засновник власних секцій з боксу. Суддя національної категорії.